# Will Claye
William Bundu Claye –conocido como Will Claye– (Tucson, 13 de junio de 1991) es un deportista estadounidense que compite en atletismo, especialista en las pruebas de salto de longitud y triple salto.
Participó en tres Juegos Olímpicos de Verano, obteniendo tres medallas, dos en Londres 2012, plata en triple salto y bronce en salto de longitud, y una de plata en Río de Janeiro 2016, en el triple salto, además del cuarto lugar en Tokio 2020 (triple salto).
Ganó cuatro medallas en el Campeonato Mundial de Atletismo entre los años 2011 y 2019, y dos medallas de oro en el Campeonato Mundial de Atletismo en Pista Cubierta, en los años 2012 y 2018.

## Palmarés internacional
| Juegos Olímpicos                     | Juegos Olímpicos         | Juegos Olímpicos  | Juegos Olímpicos  |
| Año                                  | Lugar                    | Medalla           | Prueba            |
| ------------------------------------ | ------------------------ | ----------------- | ----------------- |
| 2012                                 | Londres (Reino Unido)    | Medalla de plata  | Triple salto      |
| 2012                                 | Londres (Reino Unido)    | Medalla de bronce | Salto de longitud |
| 2016                                 | Río de Janeiro (Brasil)  | Medalla de plata  | Triple salto      |
| Campeonato Mundial                   |                          |                   |                   |
| Año                                  | Lugar                    | Medalla           | Prueba            |
| 2011                                 | Daegu (Corea del Sur)    | Medalla de bronce | Triple salto      |
| 2013                                 | Moscú (Rusia)            | Medalla de bronce | Triple salto      |
| 2017                                 | Londres (Reino Unido)    | Medalla de plata  | Triple salto      |
| 2019                                 | Doha (Catar)             | Medalla de plata  | Triple salto      |
| Campeonato Mundial en Pista Cubierta |                          |                   |                   |
| Año                                  | Lugar                    | Medalla           | Prueba            |
| 2012                                 | Estambul (Turquía)       | Medalla de oro    | Triple salto      |
| 2018                                 | Birmingham (Reino Unido) | Medalla de oro    | Triple salto      |